# Westlaw
Westlaw est un service de recherche juridique en ligne et une base de données exclusive pour les avocats et les professionnels du droit disponibles dans plus de 60 pays. Les ressources d'information sur Westlaw comprennent plus de 40 000 bases de données de jurisprudence, de lois provinciales et fédérales, de codes administratifs, d'articles de journaux et de magazines, de dossiers publics, de revues juridiques, de revues de droit, de traités, de formulaires juridiques et d'autres ressources d'information.
La plupart des documents juridiques sur Westlaw sont indexés dans le West Key Number System, qui est le système de classification principal de West du droit américain. Westlaw prend en charge les recherches en langage naturel et booléennes. Parmi les autres fonctionnalités importantes de Westlaw, il y a KeyCite, un service de vérification des références des arrêts que les clients utilisent pour déterminer si les affaires ou les lois sont toujours en vigueur, et une interface à onglets personnalisable qui permet aux clients de mettre en avant leurs ressources les plus utilisées. D'autres onglets organisent le contenu de Westlaw autour des besoins de travail spécifiques des avocats plaideurs, des praticiens internes en entreprise et des avocats spécialisés dans l'un des 150 sujets juridiques. La plupart des clients sont des avocats ou des étudiants en droit, mais d'autres personnes peuvent également créer des comptes.[réf. souhaitée]

## Historique
Westlaw a été créé par West Publishing, une société dont le siège social se trouve à Eagan dans le Minnesota depuis 1992 ; West a été rachetée par Thomson Corporation en 1996. Plusieurs des entreprises juridiques de Thomson en dehors des États-Unis ont leurs propres sites Westlaw, et le contenu international de Westlaw est disponible en ligne. Par exemple, Westlaw Canada de Carswell inclut le Canadian Abridgment et KeyCite Canada, et Westlaw UK publient des textes de l'éditeur de Sweet & Maxwell et des recueils d'arrêts indépendants, des analyses d'arrêts et des icônes indiquant le statut de l'arrêt. Plus récemment, Westlaw China a été créé pour inclure des lois et des règlements, des cas, des résumés et des icônes, pour la loi de la République populaire de Chine. Westlaw Ireland (IE) a été créé en 2002 et elle publie des textes de l'éditeur Round Hall ainsi que la législation, des livres, les arrêts, des actualités et des textes intégraux d'articles provenant de nombreuses revues juridiques renommées du pays. Au total, Westlaw est utilisé dans plus de 68 pays.
Westlaw est issu de QUIC/LAW, un projet canadien de recherche juridique assistée par ordinateur exploité par l'Université Queen's de 1968 à 1973. Le nom original signifiait "Queen's University Investigation of Computers and Law". Celui-ci a été créé par Hugh Lawford et Richard von Briesen, et le code d'origine était base d sur un projet de recherche de texte IBM interne appelé INFORM/360. Le code IBM s'est avéré incomplet et a nécessité des modifications substantielles. En 1973, le projet a été commercialisé sous la forme d'une nouvelle société appelée QL Systems et d'un nouveau nom de produit, QL/SEARCH. En 1976, QL Systems a concédé sous licence le logiciel QL/SEARCH à West Publishing en tant que pierre d'assise de ce qui allait devenir Westlaw.
Le principal concurrent de West sur le marché de la recherche d'informations juridiques est LexisNexis. (Ironiquement, Lawford et von Briesen ont vendu ce qui s'appelait alors QuickLaw à LexisNexis en 2002.) Westlaw et LexisNexis ont commencé dans le années 1970 en tant que services d'accès à Internet par ligne commutée avec des terminaux dédiés. Les premières versions utilisaient des coupleurs acoustiques ou des téléphones à touches ; puis des terminaux plus petits avec des modems internes.
Vers 1989, tous deux ont commencé à proposer des programmes pour ordinateurs personnels qui émulaient les terminaux, et lorsqu'Internet est devenu disponible, une adresse Internet (westlaw.com) est devenue une alternative.